# Amsterdamsestraatweg 41 (Baarn)
De villa aan de Amsterdamsestraatweg 41 is een gemeentelijk monument in Baarn in de provincie Utrecht. Het huis staat in het Wilhelminapark dat onderdeel is van rijksbeschermd dorpsgezicht Prins Hendrikpark e.o.

## Oorsprong
De villa aan de Amsterdamsestraatweg is in 1912 gebouwd in opdracht van de Algemene Maatschappij tot Exploitatie van Onroerende Goederen. De villa is ontworpen door L.A. van Essen. De villa is gebouwd in een traditionele classicistische stijl.

## Bewoning
De villa heeft thans een kantoorbestemming.